# Войтківка
Войтківка (пол. Wojtkówka) — бойківське село в Польщі, у гміні Устрики-Долішні Бещадського повіту Підкарпатського воєводства.
Населення — 237 осіб (2011).

## Розташування
Знаходиться за 5 км від кордону з Україною. В селі протікає річка Вігор. Через село пролягає воєводська дорога № 890.

## Історія
У 1772 році після першого розподілу Польщі село відійшло до імперії Габсбургів, входило до провінції Королівство Галичини та Володимирії. У 1880 році було в селі 23 житлові будинки і 163 мешканці та 13 будинків і 93 мешканці у панському дворі, з них 225 греко-католиків, 17 римо-католиків і 13 юдеїв; село належало до Добромильського повіту. Греко-католики належали до парафії Войткова Бірчанського деканату Перемишльської єпархії. 
Після розпаду Австро-Угорщини і утворення 1 листопада 1918 р. Західноукраїнської Народної Республіки це переважно населене українцями село Надсяння було окуповане Польщею. На 1.01.1939 р. в селі проживало 570 мешканців, з них 270 українців-грекокатоликів, 180 українців-римокатоликів, 70 поляків (переважно приїжджі працівники нафтопромислу і тартака), 50 євреїв. Входило до ґміни Войткова Добромильського повіту Львівського воєводства.
Після початку Другої світової війни 13 вересня 1939 року війська Третього Рейху увійшли в село, та після вторгнення СРСР до Польщі 27 вересня увійшли радянські війська і Войтківка, що знаходиться на правому, східному березі Сяну, разом з іншими навколишніми селами відійшла до СРСР та ввійшла до складу утвореної 27 листопада 1939 року Дрогобицької області УРСР (обласний центр — місто Дрогобич).
26 червня 1941 року в околицях села точились радянсько-словацькі бої.
В кінці липня 1944 року село було зайняте Червоною Армією. 13 серпня розпочато насильну мобілізацію українського населення Дрогобицької області до Червоної Армії. В березні 1945 року, у рамках підготовки до підписання Радянсько-польського договору про державний кордон зі складу Дрогобицької області правобережжя Сяну включно з селом було передане до складу Польщі.
Розпочалося виселення українців з рідної землі. Українці чинили опір участю в підпіллі та УПА. Українське населення села, якому вдалося уникнути депортації до СРСР, попало в 1947 році під етнічну чистку під час проведення Операції «Вісла» і було виселено на ті території у західній та північній частині польської держави, що до 1945 належали Німеччині.
У 1975-1998 роках село належало до Кросненського воєводства.

## Демографія
Демографічна структура станом на 31 березня 2011 року:
|          | Загалом | Допрацездатний вік | Працездатний вік | Постпрацездатний вік |
| -------- | ------- | ------------------ | ---------------- | -------------------- |
| Чоловіки | 117     | 14                 | 78               | 25                   |
| Жінки    | 120     | 21                 | 60               | 39                   |
| Разом    | 237     | 35                 | 138              | 64                   |